# Giro di Lombardia 1913
Il Giro di Lombardia 1913, nona edizione della corsa, fu disputata il 2 novembre 1913, su un percorso totale di 235 km. Fu vinta dal francese Henri Pélissier, giunto al traguardo con il tempo di 7h43'48", alla media di 30,401 km/h, precedendo i connazionali Maurice Brocco e Marcel Godivier. 
Presero il via da Milano 63 ciclisti e 40 di essi portarono a termine la gara.

## Ordine d'arrivo (Top 10)
| Pos. | Corridore        | Squadra              | Tempo    |
| ---- | ---------------- | -------------------- | -------- |
| 1    | Henri Pélissier  | Alcyon               | 7h43'48" |
| 2    | Maurice Brocco   | Alcyon               | a 2"     |
| 3    | Marcel Godivier  | Liberator-Hutchinson | s.t.     |
| 4    | Luigi Annoni     | Stucchi              | s.t.     |
| 5    | Erich Aberger    | -                    | s.t.     |
| 6    | Dario Beni       | Stucchi              | s.t.     |
| 7    | Luigi Lucotti    | Ancora               | s.t.     |
| 8    | Carlo Galetti    | Legnano              | s.t.     |
| 9    | Richard Schenkel | -                    | s.t.     |
| 10   | Romolo Verde     | Maino                | s.t.     |